# 蔣希宗
蔣希宗（1706年—1784年），字思樸，號恪庭，江南蘇州府吳縣人，清朝政治人物。

## 生平
蔣希宗為蘇州婁關蔣氏家族蔣燦五世孫。本生高祖蔣圻（字胤侯，號雪菴，1617-1664）為蔣燦第三子，監生。曾祖蔣之逵為蔣圻次子，出嗣大伯父蔣垣。祖父蔣文瀾，父蔣曰樑。母為兵部職方司員外郎章豫女。五弟蔣耀宗。
蔣希宗為蔣曰樑次子，監生，乾隆三年（1738年）戊午科順天鄉試第七十八名舉人。十三年（1748年）任河南內鄉縣知縣，十六年（1751年）調祥符縣知縣，授文林郎，十九年（1754年）升雲南霑益州知州，升刑部山西司員外郎，二十四年（1759年）升河南彰德府知府，任內曾清釐韓琦家族墓田，並重振安陽縣晝錦書院等，政績獲得縣民認可為其設《蔣老夫子去思碑》，二十七年（1762年）調歸德府知府，曾因“張洪舜兄弟盜案”受周琬牽連而接受調查。文學方面，蔣希宗曾為明朝崔銑著《洹詞》題寫序與跋，《全清詞•雍乾卷》收錄蔣希宗作《選段子》（鄴中懷古）及《沁園春》（路過安陽萬金渠志感）二首。

## 家庭
夫人為外公章豫孫女、南陵縣學教諭候補知縣章克長女；繼妻為吳瞻淇女；側室史氏。有六子：蔣學訓、蔣璟辰（出嗣四叔父蔣念宗）、蔣載、蔣學謨、蔣玉生及蔣悳華。